# Ulisse Aldrovandi
Ulisse Aldrovandi (Bolonia, 11 de septiembre de 1522-4 de mayo de 1605) fue un científico y naturalista italiano. Es usualmente referido, especialmente en citas antiguas, como Aldrovandus, y en italiano también es Aldroandi.Por sus conocimientos que abarcan diversas disciplinas es considerado un polímata.

## Biografía
Hijo del conde Teseo Aldrovandi, secretario del Senado de Bolonia. En el año 1529 quedó huérfano. En 1538 peregrina a Roma y Santiago de Compostela. En 1539 comienza estudios de humanidades y leyes en las universidades de Bolonia y Padua.
En 1549 fue acusado de herejía por sus relaciones con el anabaptista Camillo Renato y encarcelado en Roma durante 18 meses, durante ese tiempo se interesó por la botánica, la zoología y la geología.
En 1551, volvió a Bolonia. Durante este tiempo organizó numerosas expediciones para recoger plantas para su herbario. En 1554, comenzó a enseñar lógica y filosofía en la Universidad de Bolonia, y, en 1561, se convirtió en el primer profesor de historia natural. Por petición suya y bajo su dirección, se creó el Jardín Botánico de Bolonia en 1568.
En 1575, fue suspendido de sus actividades públicas durante cinco años debido a una disputa con los farmacéuticos y doctores de Bolonia sobre la composición de un medicamento popular.
En 1577, solicitó la ayuda del papa Gregorio XIII, cuñado de su madre, para obtener de las autoridades de Bolonia la restitución de sus cargos y una ayuda financiera para editar sus obras. Durante su vida, formó amplias colecciones de botánica y de zoología, que después de su muerte se protegieron en el Museo de la universidad.

## Epónimos
Geografía
- Dorsa Aldrovandi, en la Luna
- Jardín Botánico Municipal Ulisse Aldrovandi

Género
- (Droseraceae) Aldrovanda L.[5] ex Monti[6]

## Obra
Publicadas durante su vida

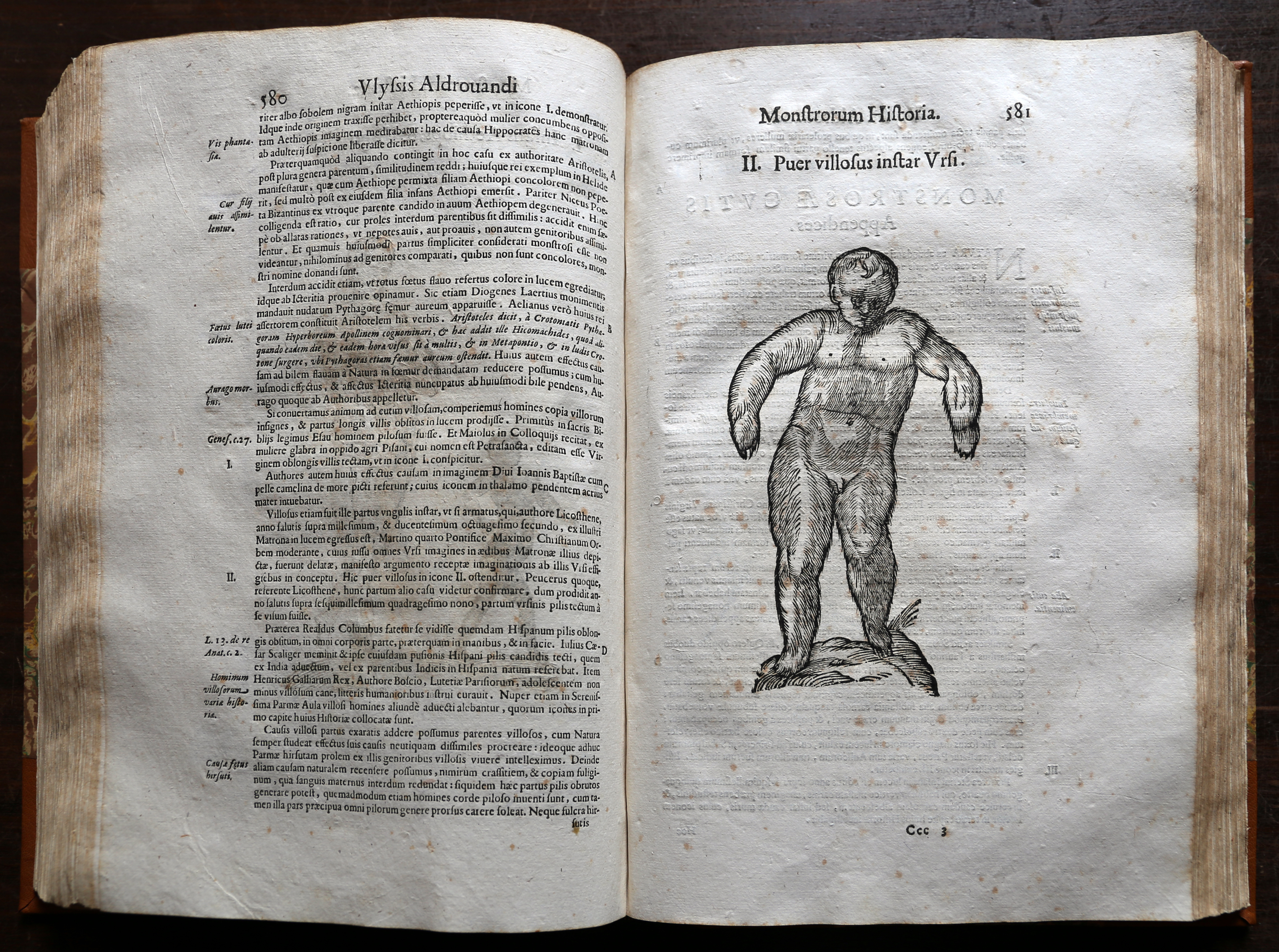
Monstrorum Historia.

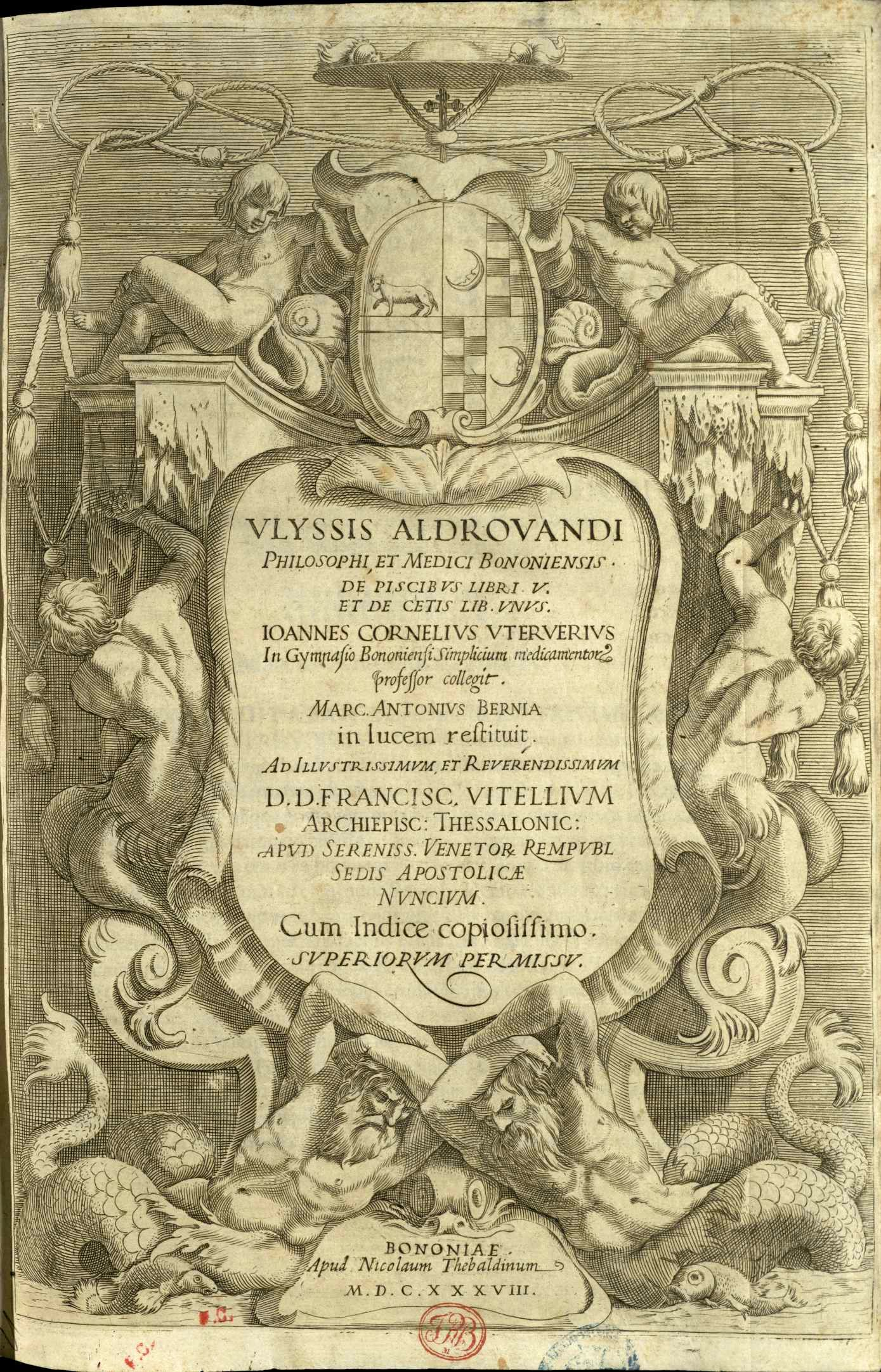
De piscibus, 1661

- Delle statue antiche, che per tutta Roma in diversi luoghi, & case si veeggono, een Le Antichità della Città di Roma, Venecia, 1556.
- Ornithologiae, hoc est de vibus historia libri XII 1599 en línea, de la edición 1637
- Ornithologiae tomus alter 1600 en línea
- De animalibus insectis libri septem, cum singulorum iconibus ad vivum expressis 1602 versión de la edición 1637
- Ornithologiae tomus tertius, ac postremus 1603 versión de la edición 1637
- Historia serpenta et draconi
- Antidotarii Bononiensis, siue de vsitata ratione componendorum, miscendorumque medicamentorum, epitome (1574) versión digital
- De animalibus insectis libri septem, cum singulorum iconibus ad viuum expressis. Autore Vlysse Aldrouando in almo Gymnasio Bonon: ... Cum indice copiosissimo (1602) versión digital
- De piscibus libri 5. et De cetis lib. vnus. Ioannes Cornelius Vteruerius ... collegit. Hieronymus Tamburinus in lucem edidit ... Cum indice copiosissimo (1608) versión digital
- De reliquis animalibus exanguibus libri quatuor, post mortem eius editi: nempe de mollibus, crustaceis, testaceis, et zoophytis (1606) Vers. Digital
- Dendrologiae naturalis scilicet arborum historiae libri duo sylua glandaria, acinosumq. pomarium vbi eruditiones omnium generum vna cum botanicis doctrinis ingenia quaecunque non parum iuuant, et oblectant. Ouidius Montalbanus (1668) Vers. Digital
- Monstrorum historia cum Paralipomenis historiae omnium animalium. Bartholomaeus Ambrosinus ... labore, et studio volumen composuit. Marcus Antonius Bernia in lucem edidit. Proprijs sumptibus ... cum indice copiosissimo (1658) Vers. Digital
- Musaeum metallicum in libros 4 distributum Bartholomaeus Ambrosinus ... labore, et studio composuit cum indice copiosissimo. (1648) Vers. Digital
- Ornithologiae hoc est De auibus historiae libri 12. ... Cum indice septendecim linguarum copiosissimo (1599) Vers. Digital
- Ornithologiae tomus alter...cum indice copiosissimo variarum linguarum (1600) Vers. Digital
- Ornithologiae tomus tertius, ac postremus. Ad eminentissimum principem Alexandrum Perettum ... Cum indice copiosissimo variarum linguarum (1603) Vers. Digital
- Quadrupedum omnium bisulcorum historia. Ioannes Cornelius Vteruerius Belga colligere incaepit. Thomas Dempsterus Baro a Muresk Scotus i.c. perfecte absoluit. Hieronymus Tamburinus in lucem edidit ... Cum indice copiosissimo (1621) Vers. Digital